# ATP Taipei 1980
L'ATP Taipei 1980 è stato un torneo di tennis giocato sul sintetico indoor. È stata la 4ª edizione dell'ATP Taipei, che fa parte del Volvo Grand Prix 1980. Il torneo si è giocato a Taipei in Taiwan, dal 10 al 16 novembre 1980.

## Campioni

### Singolare maschile
Ivan Lendl ha battuto in finale  Brian Teacher con il punteggio di 6–7, 6–3, 6–3, 7–6

### Doppio maschile
Bruce Manson /  Brian Teacher hanno battuto in finale  John Austin /  Ferdi Taygan con il punteggio di 6–4, 6–0